# Austin Wolf
Austin Wolf (Alvarado, 3 aprile 1983) è un attore pornografico statunitense, che lavora esclusivamente nel settore della pornografia gay.

## Biografia

### Primi anni
È nato ad Alvarado, in Texas, ma è cresciuto in una piccola città vicino a Fort Worth. Fin da giovane ha avuto la passione per bodybuilding e il wrestling che ha praticato a livello amatoriale. Ha fatto parte dell'organizzazione di wrestling Thunders Arena Wrestling. All'età di 20 anni lascia il Texas e si trasferisce a New York, dove svolge svariati lavori. Dopo la crisi dei subprime ha perso il suo lavoro come rivenditore di mobili di design. Rimasto senza lavoro decide di mettere un annuncio sul sito rentboy.com e inizia a lavorare come escort.

### Carriera

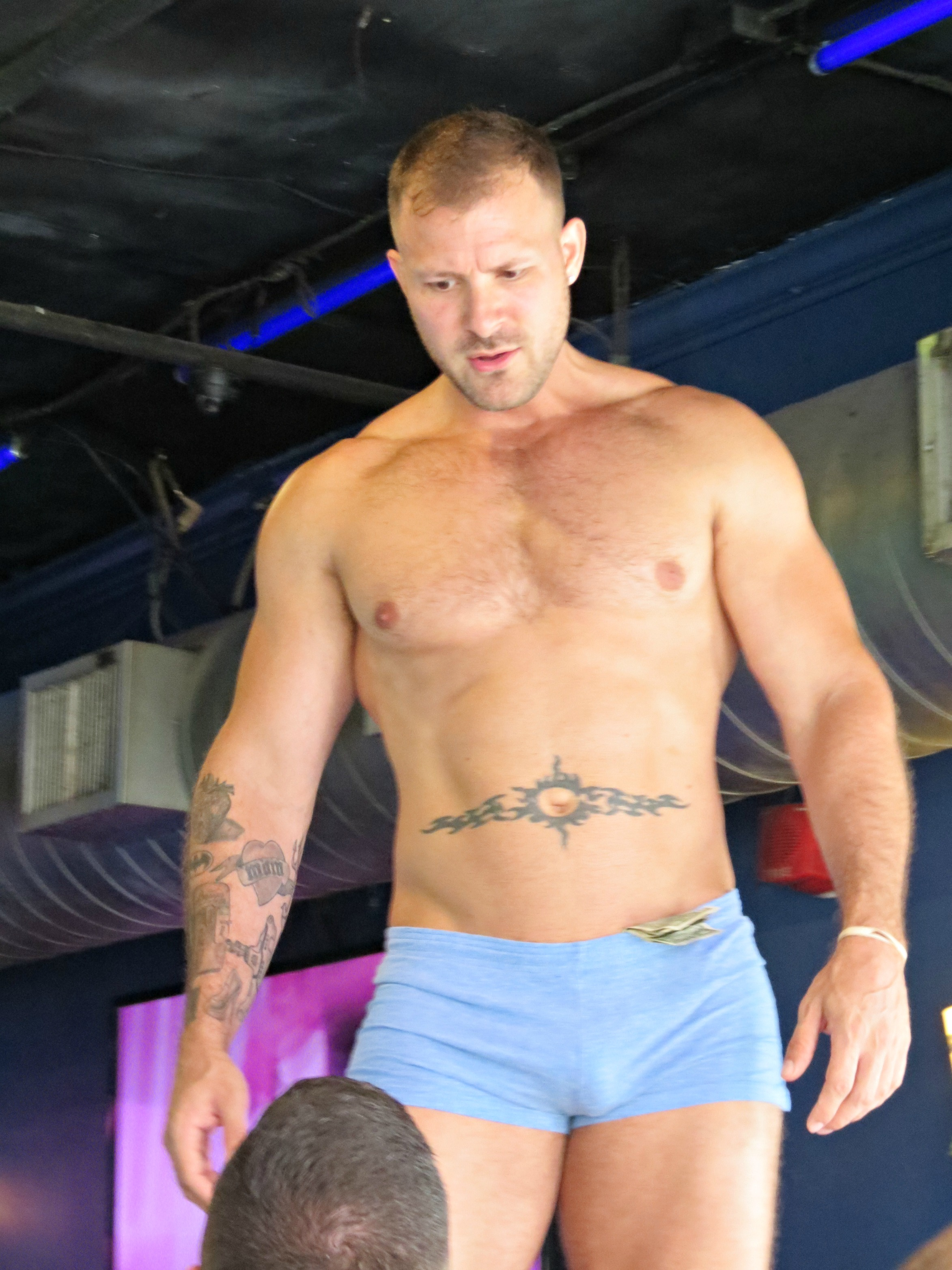
Austin Wolf nel 2016

Dopo due mesi di lavoro come escort, nel 2012 inizia lavorare nel settore della pornografia gay. Tra il 2012 e il 2015 è apparso nei film dello studio RandyBlue. Da aprile 2015 ad aprile 2019, ha girato quasi 40 film per studi come Falcon Studios, Hot House Entertainment, Raging Stallion e NakedSword.
Nel 2012 ha lavorato a Broadway nello spettacolo Broadway Bares XXII: Happy Endings, con Kyle Dean Massey e Jennifer Tilly. Nel 2013 è apparso nello spettacolo di Broadway The Big Man.
Nello corso della sua prolifica carriera pornografica ha preso parte a molti film, principalmente nel ruolo di attivo, e ha ottenuto numerose candidature a premi del settore come GayVN Awards e Grabby Awards. Per due anni consecutivi ha ricevuto la candidatura come Gay Performer dell'anno ai XBIZ Awards.
Nel 2019, ha firmato un contratto esclusivo con CockyBoys e ha aperto 4my.fans, un sito di fanpage che non solo gestisce ma appare anche su.

### Vita privata
Wolf è omosessuale dichiarato.
Nell'ottobre del 2018 è stato al centro di uno scandalo, quando un assistente di volo della Delta Air Lines in servizio è stato licenziato per aver avuto un rapporto sessuale con lui nel bagno dell'aereo.

### Accusa di distribuzione di materiale pedopornografico
Il 28 giugno 2024 Smith viene posto in arresto dal FBI, con la accusa di distribuzione di materiale pedopornografico.

## Riconoscimenti
| - 2013 – International Escort Awards - Candidatura per Best Newcomer - Candidatura per Best Top - Candidatura per Best Body - 2014 – International Escort Awards - Best Body - Candidatura per Best Pornstar Escort - 2014 – Grabby Awards - Candidatura per Manly Man - Candidatura per Best Newcomer - 2015 – International Escort Awards - Best Top - 2016 – Cybersocket Web Awards - Candidatura per Best Porn Star - 2016 – Grabby Awards - Candidatura per Hottest Top - Candidatura per Manly Man - Candidatura per Hottest Rimming in Fined Tuned Ass - Candidatura per Hottest Rimming in Total Exposure 1 - 2018 – GayVN Awards - Best Fetish Scene per Skuff: Rough Trade 1 - Candidatura per Best Group Sex Scene in The Fixer - Candidatura per Fan Award: Favorite Daddy - Candidatura per Fan Award: Social Media Star - 2018 – Str8UpGayPorn Awards - Viewer's Choice: Favorite Daddy - Candidatura per Best Group Sex Scene in The Fixer | - 2018 – Cybersocket Web Awards - Candidatura per Best Porn Star - 2019 – Gay Fleshbot Awards - Candidatura per Best Clip Performer - Candidatura per Performer of the Year - Candidatura per Best Group Sex Scene in Rideshare - 2019 – GayVN Awards - Candidatura per Best Three-Way Sex Scene in Rideshare - 2019 – Grabby Awards - Candidatura per Hottest Top - Candidatura per Best Duo in Cross Fuck - Candidatura per Best 3 Way Rideshare - 2019 – XBIZ Award - Candidatura per Gay Performer of the Year - 2019 – Pornhub Awards - M4M – Most Popular Gay Performer - 2019 – Str8UpGayPorn Awards - Candidatura per Favorite Body - Candidatura per Favorite Fan Content Creator - Candidatura per Favorite Topping Performance - 2020 – XBIZ Award - Candidatura per Gay Performer of the Year - 2020 – GayVN Awards - Favorite Dom - Candidatura per Best Supporting Actor in Rags to Riches - 2021 – GayVN Awards - Fan Awards – Favorite Top |